# HTC HD2
HTC HD2(코드이름: Leo)는 HTC가 윈도우 모바일을 기반으로 하여 만든 스마트폰이다. 센스 2.1이 탑재되어 윈도 모바일의 접근성을 더욱 확장시켰다. 사용자들에 의해 부트 로더가 개발되어, 여러 개의 운영체제를 NAND 내장 메모리와 SD카드에 동시에 설치해 선택적으로 구동시킬 수 있는 듀얼 부팅이 가능한 스마트폰이기도 하며, 윈도우 모바일, 윈도우 폰 7, 안드로이드 등을 지원하여 출시된 후 수 년이 지났음에도 기기의 수명을 연장하고 있다는 평을 받고 있다.
EU에 출시된 국제판 (T8585)와 호주의 Telstra을 통해 출시한 (T9393) 그리고 북미의 T-모바일을 통해 사양을 높여 출시된 북미판 (T5160) 세 가지 버전이 존재하며, SK텔레콤은 국제판인 EU 버전을 들여와 대한민국에 출시하였다.

## 특징

### 화면
출시 당시 4.3인치의 액정은 당시에 존재하는 스마트폰들 중 최대의 크기였으며, 반면 화면 테두리의 베젤 크기는 최대한 얇게 디자인하여 기기의 전체적인 크기가 너무 커지지 않게 유지하였다. 또한 윈도우 모바일을 탑재한 스마트폰들 중 유일하게 정전식 터치 스크린을 채용하여, 기존 윈도 모바일 스마트폰들이 채용하던 감압식 터치 스크린에 비해 터치 감도를 개선하였다. 그러나 윈도우 모바일 6.5가 표시 색상으로 65,535색만을 지원하였기 때문에 디스플레이는 16만 화소의 TFT-LCD가 채용되었다.

### 멀티 OS
'윈도 모바일의 구세주'라 불리기도 할 정도로 고사양에 속했고, 윈도우 폰 7을 큰 무리 없이 구동할 수 있을 것으로 기대되었지만, HTC는 HD2의 윈도우 폰 7로의 업그레이드를 지원하지 않을 것이라고 발표하였으며, 이는 마이크로소프트에서 HD2가 윈도 폰 7의 "버튼이 3개여야 한다"는 가이드라인을 충족하지 못한다는 이유로 지원을 거부했기 때문이었다. 그러나 이후 xda-developers의 포럼의 개발자들을 중심으로 윈도 폰 7이 비공식적으로 HD2에 포팅에 성공하였다. 당시 윈도 폰 7 시리즈가 대한민국에 정식 출시되고 있지 않았던 상황에서, 해외구매를 제외하면 대한민국에서 사용할 수 있는 사실상 최초의 윈도 폰 7 기기였기 때문에 관심을 받았다. 또한, 윈도 폰 시리즈가 포팅되기 이전에도 안드로이드 운영체제가 윈도우 모바일 내부에 구현된 haret 리눅스 로더를 통해 SD카드에서 구동하는 방법 등으로 포팅되어, 윈도 모바일 대신 안드로이드 운영체제를 이용하려는 사용자들에 의해 흔히 사용되고 있었으며, 이렇게 안드로이드가 포팅된 구형의 WM 기반 스마트폰은 HD2 이외에도 옴니아를 포함하여 2010년 하반기 기준으로 약 25종에 달하는 것으로 알려졌다. 윈도 폰 7의 포팅 이후 이를 위한 부트 로더인 'MAGLDR'이 HD2용으로 개발되었으며, 이 부트 로더는 윈도 모바일, 윈도 폰 7 및 SD카드/NAND에서의 안드로이드의 기동 및 안드로이드 복원 시스템의 설치도 지원한다. 또한 테트리스가 부트 로더의 마지막 메뉴에 포함되어 있다. 2011년 11월에는 안드로이드 4.0 아이스크림 샌드위치의 포팅에 성공하였다. 현재 윈도 폰 7.8 롬도 구동이 되고, 윈도 폰 8도 구동이 되어 화제가 되고있다. 그리고, 컴퓨터에서 쓰이는 윈도우 RT도 포팅되었다. 2015년 11월에는 안드로이드의 최신 버전인 6.0 마시멜로의 포팅에 성공하여 아직까지도 꾸준한 롬 개발이 이어지고 있다. 그리고 2016년 9월, 안드로이드 7.0 포팅에 성공하였다.

## 같이 보기
- 윈도우 모바일
- xda-developers
- 윈도우 폰 7
- 안드로이드 (운영 체제)
- 파이어폭스 OS